# Delativ
Delativ er i grammatik en kasus, der betegner en bevægelse væk fra overfladen af et referenceobjekt. 
Delativ som lokalkasus findes fx i finsk og ungarsk og er semantisk beslægtet med sublativ og superessiv.